# Francesco Momo
Francesco Momo (Livorno, 1863 - Barcelona, 13 de març de 1893) va ser un militant anarquista italià i un dels pioners en organitzar al moviment anarquista a l'Argentina.
Nascut a Livorno (Itàlia) el 1863, va emigrar a Buenos Aires, Argentina, el desembre de 1885. Es va incorporar a grup d'Ettore Mattei, també natural de Liorna, de qui va ser assidu col·laborador. Així, va col·laborar amb el "Circolo Comunista Anarchico", originat en 1884, i els diaris anarcocomunistes La Misèria i Il Socialista. Òrgan dei Lavoratori (1887). Al costat de Mattei i Errico Malatesta van crear el 4 agost de 1887 la Sociedad Cosmopolita de Resistencia i Colocación de Obreros Panaderos, el primer sindicat de forners de l'Argentina, i va col·laborar amb la primera vaga del gremi, que va acabar amb èxit. També va col·laborar en organitzar al gremi dels sabaters. Francesco Momo va tenir una destacada militància anarquista a la ciutat de Rosario (Argentina).
L'abril de 1892 va viatjar a Barcelona, militant en el moviment anarquista català, i és recordat per introduir a la ciutat les Bombes Orsini. Va morir a Barcelona a causa de l'esclat accidental d'una bomba que estava preparant, el 13 de març de 1893. Va deixar un romanent d'explosius, dels quals dos van ser llançats al Liceu el 7 de novembre del mateix any per Santiago Salvador Franch i un altre s'utilitzaria per cometre l'atemptat del carrer dels Canvis Nous contra la processor de corpus el 7 de juny de 1896 per François Giraud.